# 茨城県岩井市女子高生殺害事件
茨城県岩井市女子高生殺害事件（いばらきけんいわいしじょしこうせいさつがいじけん）とは、2004年（平成16年）6月20日に茨城県岩井市（当時）で発生した事件である。
尚、事件現場となった岩井市は事件が発生した9ヶ月後に猿島郡猿島町とともに坂東市として新設合併した為、茨城県警察における正式名称は「坂東市長須地内における女子高生被害殺人事件」となっている。

## 概要
2004年（平成16年）6月20日午前7時前頃、茨城県岩井市（現・坂東市）長須の農道脇の草むらにおいて、被害者H（当時16歳）が首に携帯ストラップが巻き付いた状態で倒れているのを車で通りかかった50歳男性が発見。発見された時点ですでに意識がなく、その後搬送された病院にて死亡した。死因は携帯ストラップで首を絞められた事による窒息死で、鼻からの出血が確認され、首に絞められたようなあざがあった。
また、現場から靴が見つかっていないのにもかかわらず靴下が汚れていない事や着衣に目立った乱れがないことから別の場所で首を絞められた後遺棄されたと思われる。その他、着衣以外の携帯電話などの遺留品は見つかっていないが、Hが使用していた自転車は現場から600m離れたコンビニにて、カゴの中にプリペイドカードが入った状態で発見されている。

### 被害者発見まで
Hは事件当日、深夜0時すぎから1時半過ぎまで友人女性と岩井市役所（現・坂東市役所）付近にあったファミレスで食事した後、落ち合おうと電話して来た別の友人をその女性と共に待ち合わせる為付近のコンビニや公園で待ち合わせていたが来なかった為4時過ぎに友達と別れ、H一人でコンビニに入っていったという。コンビニではHはおにぎりや缶コーヒーと共にナイフ付き工具を購入している。
その後Hは5時位までコンビニに滞在していたが、その際店内の棚の前で座り込んでいた所を店員に注意された為退店。その45分後の5時45分頃、Hが自分のプリペイド携帯から「財布をすられたので最寄りの警察署の番号を教えてほしい」と110番通報があった。応対した警察官は被害届を出すように勧めた上で境警察署の番号を教えるとHは「わかりました」と言って電話を切った。Hの足取りはここで途絶えている。